# تیرک‌دندان

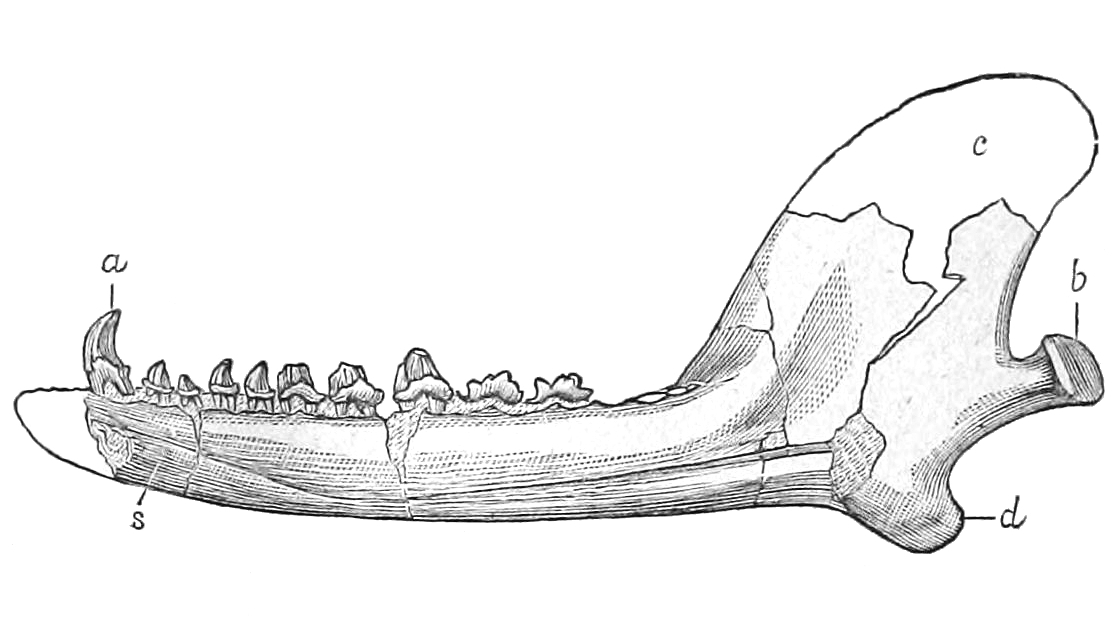
تیرک دندان

تیرک‌دندان (نام علمی: Docodon) نام یک سرده از تیره تیرک‌دندانان است.

## گونه‌ها
- سرده تیرک‌دندان
  - Docodon victor
  - Docodon affinis
  - Docodon crassus
  - Docodon straitus
  - Docodon superus
  - Docodon apoxys[۱]